# رفيق الحريري
رفيق بهاء الدين الحريري (1 نوفمبر 1944 – 14 فبراير 2005)، هو رجل أعمال وسياسي لبناني، شغل منصب رئيس وزراء لبنان من أكتوبر 1992 حتى ديسمبر 1998، ومن أكتوبر 2000 حتى أكتوبر 2004، قبل اغتياله في عام 2005.
ترأس الحريري خمس حكومات خلال فترة ولايته، ونُسب إليه الفضل الكبير في دوره في صياغة اتفاق الطائف الذي أنهى الحرب الأهلية اللبنانية التي استمرت 15 عامًا. كما لعب دورًا بارزًا في إعادة إعمار العاصمة اللبنانية بيروت. وكان أول رئيس وزراء للبنان بعد الحرب الأهلية وأكثر السياسيين اللبنانيين تأثيرًا وثراءً حتى اغتياله.
عُرف الحريري بأعماله الخيرية الواسعة، أبرزها تقديم منح دراسية جامعية لأكثر من 36,000 شاب وشابة من مختلف الطوائف اللبنانية على مدار 20 عامًا. كما قدم مساعدات سخية لضحايا العدوان الإسرائيلي على لبنان، ودعم دور الأيتام والعجزة، وساهم في إنقاذ جمعية المقاصد الخيرية الإسلامية من الديون. كان مثالًا للعصامية، إذ بنى ثروته بجهوده الشخصية ولم يرث المال أو السلطة، ليصبح واحدًا من أغنياء العالم.
خلال فترة الحريري الأولى كرئيس للوزراء، تصاعدت التوترات بين إسرائيل ولبنان، لا سيما بعد مجزرة قانا. وفي عام 2000، عندما عاد إلى رئاسة الوزراء للمرة الثانية، كان أبرز إنجازاته خلال تلك الفترة هو انسحاب إسرائيل من جنوب لبنان، منهيةً بذلك احتلالًا استمر 18 عامًا. في الوقت ذاته، شهدت علاقاته مع الرئيس السوري السابق بشار الأسد تطورًا.
اغتيل الحريري في 14 فبراير 2005 بواسطة تفجير انتحاري بشاحنة مفخخة في بيروت. اتهم أربعة أعضاء من حزب الله بتنفيذ عملية الاغتيال، وحوكموا غيابيًا من قبل المحكمة الخاصة بلبنان. ومع ذلك، ربط البعض عملية الاغتيال بالنظام السوري. وأسفرت التحقيقات التي استمرت 15 عامًا عن إدانة عدة أفراد من حزب الله بالمشاركة في الاغتيال، وكان الوحيد المتبقي على قيد الحياة هو سليم عياش أحد العناصر البارزين في الحزب.
أدى اغتيال الحريري إلى تغييرات سياسية كبيرة في لبنان. كانت الاحتجاجات الجماهيرية التي عُرفت بـ"ثورة الأرز" سببًا في انسحاب القوات السورية وأجهزة الأمن من لبنان، وإحداث تغيير في الحكومة.
في إحدى المراحل، كان الحريري ضمن قائمة أغنى 100 رجل في العالم، كما كان رابع أغنى سياسي عالميًا، وهو يحمل الجنسيتين اللبنانية والسعودية.

## حياته

### نشأته
هو رفيق بهاء الدين الحريري، ولد في صيدا في جنوب لبنان لأب مزارع. أنهى تعليمه الثانوي عام 1964 ، ثم التحق بجامعة بيروت العربية ليدرس المحاسبة، وفي تلك الفترة كان عضوًا نشطًا في حركة القوميين العرب والتي تصدرتها آنذلك الجبهة الشعبية لتحرير فلسطين.

## حياته العملية
في عام 1965، توجه رفيق الحريري إلى المملكة العربية السعودية للعمل، حيث بدأ حياته المهنية بالتدريس لفترة قصيرة قبل أن ينتقل إلى قطاع البناء.
عام 1969، أسس الحريري شركة Ciconest، وهي شركة مقاولات فرعية صغيرة، لكنها لم تنجح وسرعان ما خرجت من السوق. لاحقًا، دخل الحريري في شراكة مع شركة البناء الفرنسية Oger لتنفيذ مشروع بناء فندق في مدينة الطائف. أكسبه تسليم المشروع في الموعد المحدد إشادة خاصة من الملك خالد. بعد ذلك، استحوذ الحريري على شركة Oger وأسس شركة سعودي أوجيه، التي أصبحت الشركة الرئيسية لتنفيذ مشاريع البناء الهامة للعائلة المالكة السعودية. وبفضل هذه العلاقة الوثيقة، حقق الحريري ثروة هائلة خلال سنوات قليلة، ليصبح أحد أبرز رجال الأعمال والمليارديرات في المنطقة. في عام 1978، حصل الحريري على الجنسية السعودية بالإضافة إلى جنسيته اللبنانية، مما ساهم في توسيع نطاق أعماله.
بعد جمع ثروته، ركز الحريري على مشاريع خيرية عدة، كان أبرزها بناء المرافق التعليمية في لبنان. أسس في عام 1979 الجمعية الإسلامية للثقافة والتعليم، التي أصبحت لاحقًا تُعرف باسم مؤسسة الحريري. ومع ازدياد نشاطاته الخيرية، بدأ الحريري بالدخول في السياسة، حيث لفتت جهوده الإنسانية والمناشدات التي قام بها للأمم المتحدة وخدماته كمبعوث للعائلة المالكة السعودية الأنظار على المستوى الدولي.
في عام 1982، ساهم الحريري بمبلغ 12 مليون دولار لدعم ضحايا الصراع في جنوب لبنان عام 1978، بالإضافة إلى تمويل جهود إعادة إعمار بيروت وتنظيف شوارعها من أموال شركته خلال فترات الهدوء في الحرب الأهلية اللبنانية. ورغم هذه الجهود، وُجهت له اتهامات بتمويل الميليشيات المعارضة خلال الحرب، كما اتهمه السياسي اللبناني نجاح واكيم بالسعي لتدمير وسط بيروت لإعادة بنائه مرة أخرى وتحقيق مكاسب مادية ضخمة.
بعد انتهاء الحرب، عمل الحريري كمبعوث للعائلة المالكة السعودية في لبنان، حيث لعب دورًا رئيسيًا في اتفاق الطائف عام 1989، الذي جمع الفصائل المتناحرة ووضع حدًا للحرب الأهلية اللبنانية. عزز هذا الاتفاق من مكانته السياسية بشكل كبير. وخلال تلك الفترة، كان الحريري على تواصل مستمر مع النظام السوري، حيث بنى قصرًا رئاسيًا جديدًا في دمشق كهدية للرئيس حافظ الأسد، لكنه لم يُستخدم بشكل شخصي من قبل الأسد.

## نشاطه السياسي

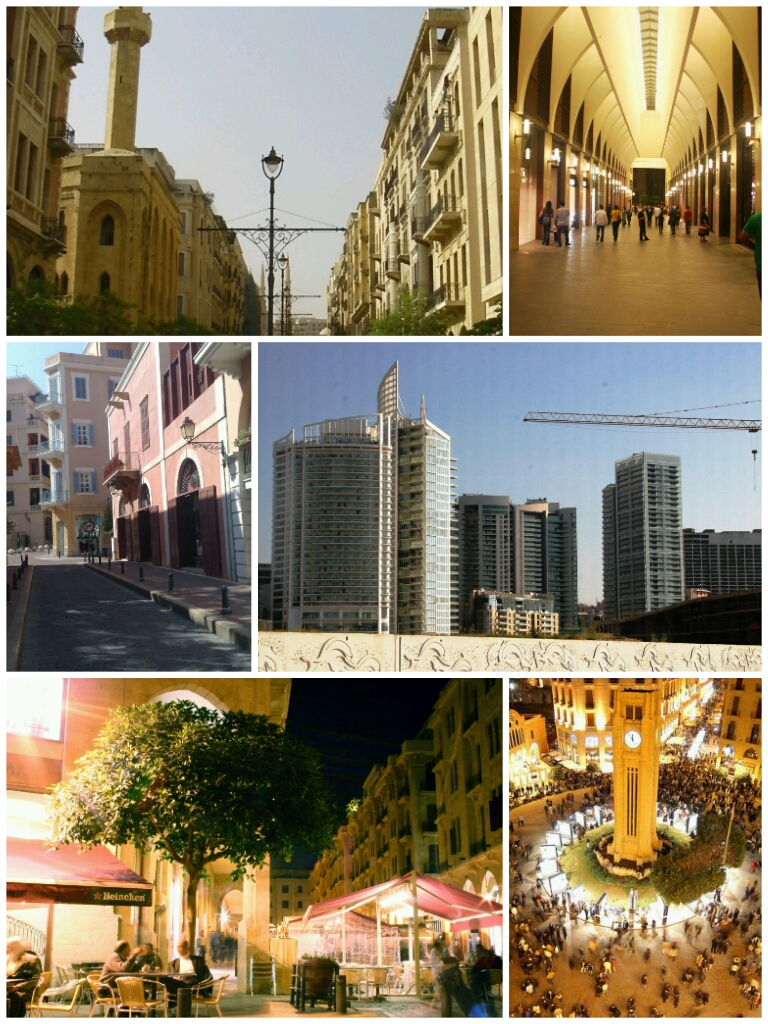
منطقة وسط بيروت التي شهدت تطوراً ملحوظاً في عهد الحريري كرئيس للوزراء.

عاد الحريري إلى لبنان في أوائل الثمانينيات كشخصية ثرية وبارزة، وبدأ بتأسيس اسمه من خلال تقديم تبرعات ومساهمات كبيرة لمختلف المجموعات اللبنانية. استمر الحريري في العمل كمستشار سياسي للأمير بندر بن سلطان عام 1983 على الرغم من تركيزه على لبنان. أصبح الحريري ممثلًا قويًا للسعوديين على الساحة اللبنانية في ظل غياب قيادة سنية فاعلة بعد انهيار منظمة التحرير الفلسطينية، وازدياد قوة ميليشيا أمل الشيعية.
لعب الحريري دورًا رئيسيًا كدبلوماسي سعودي سابق في صياغة اتفاق الطائف عام 1990، الذي أنهى الحرب الأهلية اللبنانية التي استمرت 16 عامًا. وبفضل جهوده، تولى الحريري في عام 1992 منصب أول رئيس وزراء لبناني بعد الحرب، في عهد الرئيس إلياس الهراوي. إلى جانب ذلك، شغل منصب وزير المالية.
في فترة ولايته الأولى، التي استمرت حتى عام 1998، قام الحريري بإعادة لبنان إلى المشهد المالي الدولي. أدخل البلاد إلى سوق سندات اليورو، وحصل على إشادة من البنك الدولي بسبب خطته لاقتراض الأموال بهدف إعادة الإعمار. ومع ذلك، تراكمت ديون البلاد بشكل كبير، حيث ارتفع الدين العام من 3 مليارات دولار إلى 9 مليارات دولار بين عامي 1992 و1996. كما شغل الحريري منصب وزير البريد والاتصالات بعد انتخابات 1996.
لكن مع صعود الرئيس إميل لحود، حدث صراع على السلطة بين الطرفين، ما أدى إلى مغادرة الحريري منصبه في عام 1998، ليحل محله سليم الحص كرئيس للوزراء.
عاد الحريري مرة أخرى إلى رئاسة الوزراء في أكتوبر 2000، بعد تشكيل حكومته الجديدة خلفًا لسليم الحص. في ولايته الثانية، دافع الحريري عن قرار مجلس الأمن الدولي رقم 1559 في سبتمبر 2004، والذي دعا إلى انسحاب جميع القوات الأجنبية المتبقية من لبنان، وهو ما مثل موقفًا سياسيًا جريئًا.
وفي 20 أكتوبر 2004، استقال الحريري من منصبه، منهياً ولايته الثانية، وخلفه عمر كرامي كرئيس للوزراء.

## رئاسة الوزراء

#### وزارته الأولى
كانت فترة توليه رئاسة الحكومة الأولى من 1992 وحتى 1998 ، وقوبل تعيينه آنذاك بحماس كبير من غالبية اللبنانيين. وخلال أيام ارتفعت قيمة العملة اللبنانية بنسبة 15%. ولتحسين الاقتصاد قام بتخفيض الضرائب على الدخل إلى 10% فقط. وقام باقتراض مليارات الدولارات لإعادة تأهيل البنية التحتية والمرافق اللبنانية، وتركزت خطته التي عرفت باسم «هورايزون 2000» على إعاده بناء بيروت على حساب بقية مناطق لبنان. وخلال هذه الفترة ارتفعت نسبة النمو في لبنان إلى 8% بعام 1994 ، وانخفض التضخم من 131% إلى 29%، واستقرت أسعار صرف الليرة اللبنانية.

#### وزارته الثانية
كانت فترة توليه رئاسة الثانية من 2000 وحتى 2004 ، وخلال هذه الفترة أدى عمق المشكلات الاقتصادية إلى زيادة الضغوط على الحكومة من قبل البنك الدولي وصندوق النقد الدولي، وعليه تعهد بتخفيض البيروقراطية وخصخصة المؤسسات العامة التي لا تحقق ربحًا.
في خضم الأزمة السياسية التي نشأت جراء تمديد ولاية الرئيس إميل لحود، قدم الحريري استقالته من منصب رئيس الحكومة بعد خلاف مع الرئيس إميل لحود استفحل بعد تعديل الدستور لتمديد فترة رئاسة الرئيس إميل لحود لثلاث سنوات إضافية معلنًا: "لقد قدمت استقالتي من الحكومة، وأؤكد أنني لن أكون مرشحًا لرئاسة الحكومة المقبلة".
وفي مقابلة له مع هيئة الإذاعة البريطانية في عام 2001، سأل الصحفي تيم سيباستيان الحريري عن سبب رفضه تسليم أعضاء حزب الله الذين اتهمتهم الولايات المتحدة بالإرهاب. فأجاب الحريري بأن حزب الله هو من يحمى لبنان ضد الاحتلال الإسرائيلي، ودعا إلى تنفيذ قرارات الأمم المتحدة الصادرة ضد إسرائيل.
وفي نفس المقابلة، اتهمه الصحفي بتقويض التحالف الأمريكي في الحرب ضد الإرهاب، وسأله عما إذا كان مستعدًا لتحمل عواقب رفضه، مذكرًا إياه بكلام الرئيس الأمريكي جورج دبليو بوش: "إما أن تكون معنا، أو تكون مع الإرهابيين". فرد الحريري بأنه كان يأمل في عدم حدوث عواقب، لكنه سيتعامل مع أي تبعات إذا حدثت. وأضاف الحريري أنه يعارض قتل البشر من جميع الأطراف - الإسرائيليين والفلسطينيين والسوريين واللبنانيين - ويؤمن بأن الحوار هو الحل. وأكد أن سوريا يجب أن تبقى في لبنان لحمايته، إلا أن لا يكون هناك حاجة لوجودها، وعندما يصبح لبنان قادرًا على حماية نفسه سيطلب منها المغادرة.

### معارضة الوجود السوري
بعد اغتيال الحريري؛ زعم وليد جنبلاط الزعيم الدرزي وممثل المعارضة اللبنانية الذي انضم حديثًا إلى صفوف المعارضة المناهضة للوجود السوري، والذي تأثر بالغضب الشعبي والحراك المدني الذي عرف لاحقًا بثورة الأرز اللبنانية، أن الرئيس السوري بشار الأسد هدد الحريري في 26 أغسطس 2004 قائلاً: "لحود هو أنا... إذا أردت أنت وشيراك إخراجي من لبنان، فسوف أحطم لبنان". وقال جنبلاط: "عندما سمعت هذه الكلمات، علمت أنها مقدمة لاغتياله". وقد عقد اللقاء بين الحريري والأسد في 26 أغسطس 2004، واستمر لمدة لا تتجاوز خمس عشرة دقيقة.

## من مواقفه
من أشهر مواقفه وإنجازاته إنه كان متمسكًا بحق لبنان بالمقاومة واسترجاع الأرض من الإسرائيليين، واتفاق نيسان الذي حيد المدنيين في مقاتلة إسرائيل وحق المقاومة في العمل على تحرير الأراضي المحتلة، كما أنه ساهم بإعمار وسط بيروت بعد الحرب الأهلية عن طريق شركته وقد حمل المشروع اسم سوليدير، كما قام بتثبيت مكانة لبنان الاقتصادية والسياحية في العالم العربي والغربي.

## اغتياله
اغتيل في 14 فبراير 2005 عندما انفجر ما يعادل 1800 كغم من التي أن تي (بالإنجليزية: TNT) لدى مرور موكبه بجانب فندق سانت جورج في العاصمة اللبنانية بيروت. وتحملت سوريا جزء من غضب الشارع اللبناني والدولي وذلك بسبب الوجود السوري العسكري والاستخباراتي في لبنان، وكذلك بسبب الخلاف بين الحريري وسوريا قبل تقديمه لاستقالته. وقد قامت لجنة من الأمم المتحدة بقيادة ديتليف ميليس بالتحقيق في الحادث حيث أشار التقرير إلى إمكانية تورط عناصر رسمية سورية وأفراد من الأمن اللبناني. وتولى قيادة لجنة التحقيق بعد ميليس القاضي البلجيكي سيرج براميرتز، بينما يتولى التحقيق الآن دانيال بلمار.

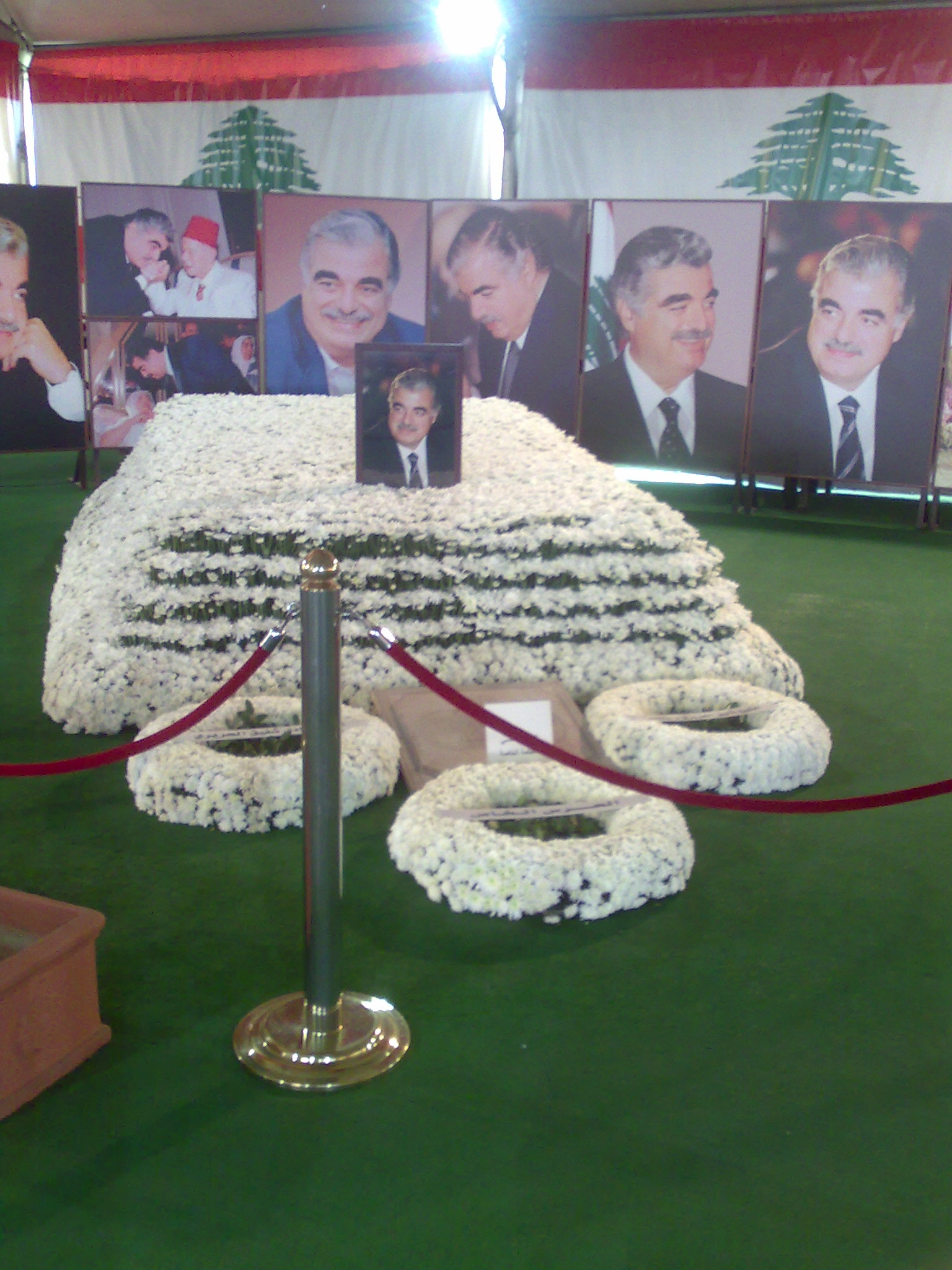
ضريح رفيق الحريري في بيروت
تمثال رفيق الحريري في بيروت
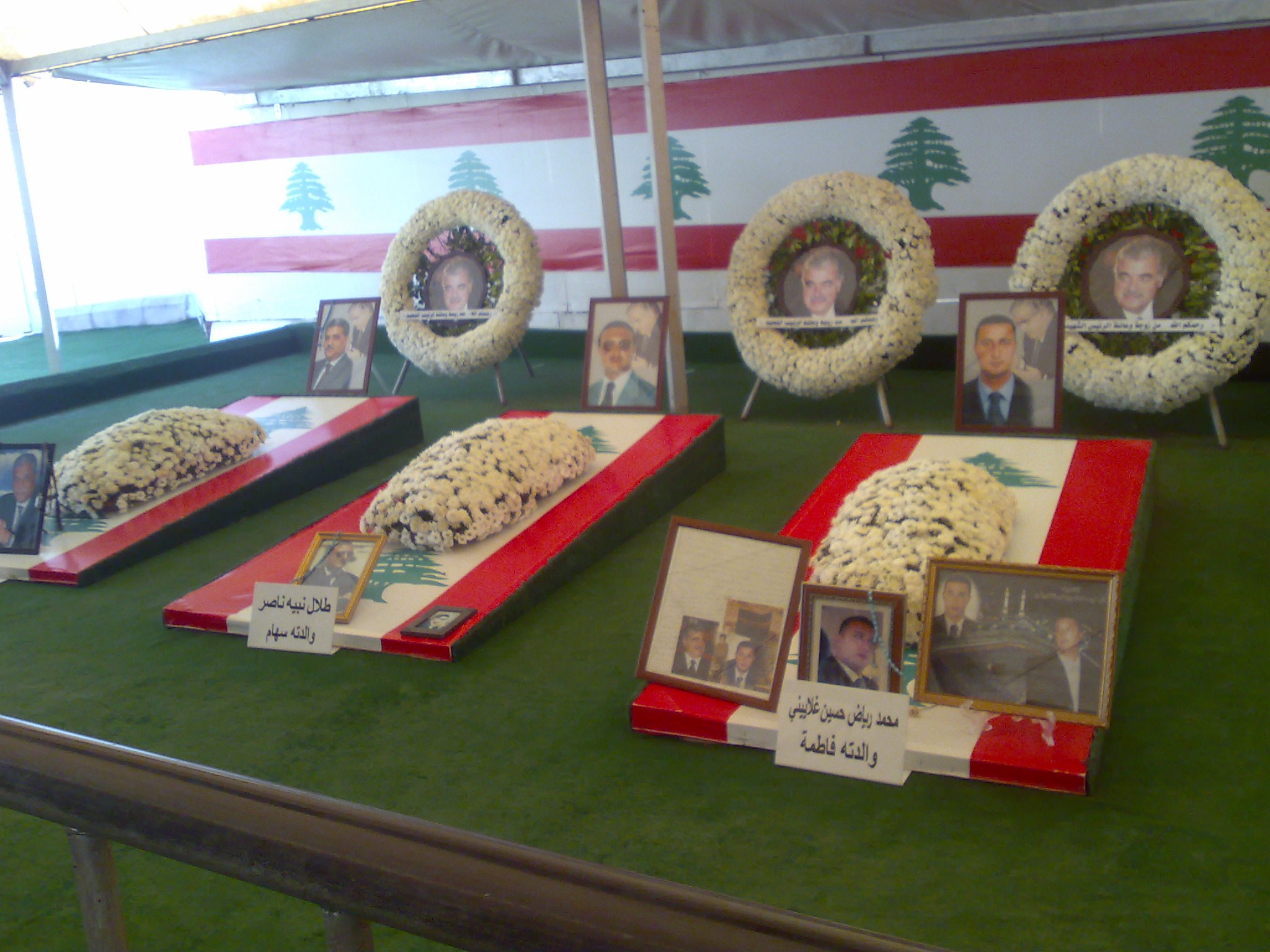
أضرحة بعض من رفاق الحريري الذين تم اغتيالهم معه

## حياته الأسرية
تزوج من زميلته بالجامعة، نضال بستاني العراقية الأصل، وأنجبا:
- بهاء الدين.
- حسام الدين (توفي عام 1991 بحادث سير).
- سعد الدين (رئيس وزراء لبنان).

وتزوج الحريري عام 1976 من نازك عودة (لقبت بعد الزواج منه بنازك الحريري)، وأنجبا:
- أيمن.
- فهد.
- هند.

## وصلات خارجية
- رفيق الحريري على موقع IMDb (الإنجليزية)
- رفيق الحريري على موقع الموسوعة البريطانية (الإنجليزية)
- رفيق الحريري على موقع مونزينجر (الألمانية)
- رفيق الحريري على موقع إن إن دي بي (الإنجليزية)
- جولة مملف: الذكرى الثالثة لاغتيال رفيق الحريري
- الموقع الرسمي